# Горње Цикоте
Горње Цикоте су насељено мјесто у општини Рудо, Република Српска, БиХ. Према попису становништва из 1991. у насељу је живјело 52 становника.

## Становништво
| Демографија | Демографија | Демографија |
| Година      | Становника  | Становника  |
| ----------- | ----------- | ----------- |
| 1971.       | 101         |             |
| 1981.       | 82          |             |
| 1991.       | 52          |             |